# Leo Weiner

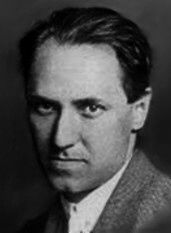
Leo Weiner

Leo (of Leó) Weiner (Boedapest, 16 april 1885 - 13 september 1960 aldaar) was een belangrijk Hongaars muziekpedagoog, componist en pianist uit de eerste helft van de twintigste eeuw.

## Opleiding
Weiner kreeg zijn eerste muzieklessen en pianolessen van zijn broer en studeerde later aan de Franz Liszt Muziekacademie in Boedapest bij János (Hans) Koessler. In Boedapest won hij vele prijzen, waaronder een Franz Liszt Beurs, de Volkmann Prijs en de Erkel Prijs, dit alles voor slechts één compositie: zijn Serenade opus 3.

## Pedagoog
In 1908 werd Weiner muziektheoriedocent aan de Muziekacademie in Boedapest. In 1912 werd hij tevens compositiedocent en in 1920 docent kamermuziek. In 1949 werd hij emeritus hoogleraar, maar hij ging door met lesgeven tot aan het einde van zijn leven.

## Composities
Als componist werd Weiner sterk beïnvloed door romantische componisten als Beethoven en Mendelssohn. Weiners gevoel voor orkestrale kleuringen lijkt geënt te zijn op Franse componisten die niet door Wagner beïnvloed waren, zoals Bizet. Deze solide en behoudende benadering vanuit de romantiek vormde de basis van zijn stijl, die weer later ook beïnvloed werd door de Hongaarse volksmuziek. Weiner voerde echter niet - zoals zijn tijdgenoten Bartók en Kodály - onderzoek uit naar de muziek op de Balkan, maar had eenvoudigweg belangstelling voor het onderwerp en hij paste een aantal elementen uit de volksmuziek toe, zonder zijn harmonisch-romantische idioom geweld aan te doen.
Onder Weiners opmerkelijke composities vallen een strijktrio, drie strijkkwartetten, twee vioolsonates, vijf divertimenti voor orkest, een symfonisch gedicht, en talloze kamermuziekwerken en pianostukken (waaronder de "Fox Dance").